# Процедурная драма
Процедурная драма (процедура́л) — сериал о какой-либо профессиональной сфере, зачастую о полицейских (криминальная драма) или адвокатах (юридическая драма), также распространены процедурные драмы про врачей. В отличие от параллельных сюжетных линий мыльных опер, эпизоды процедурных драм построены вокруг автономных для каждой серии конфликтов (в качестве такого может выступать отдельное криминальное дело или медицинская проблема), поэтому зритель может начинать смотреть такой сериал с любой серии в любом сезоне. При этом в таких сериалах бывают сюжетные арки, когда сюжет растягивается на несколько серий. Также серия может заканчиваться клиффхэнгером, разрешающимся в следующем эпизоде.
По состоянию на 2011 год процедурные драмы были самым популярным форматом телевизионных драм во всем мире, что может быть связано с их предсказуемой структурой.
Процедурные драмы зачастую содержат медленно раскрывающиеся сюжеты, связанные с персонажами. Процедурные драмы часто критикуют за формальность и слабое развитие персонажей, которые не описываются вне своей работы, но некоторые представители жанра всё-таки делают акцент на персонажах.